# دکه‌اوبه
دکه‌اوبه (به ترکی آذربایجانی: Dəkkəoba) یک منطقهٔ مسکونی در جمهوری آذربایجان است که در شهرستان زردآب واقع شده‌است. دکه‌اوبه ۱٬۱۹۱ نفر جمعیت دارد.